# Antoanela Cankova
Antoanela Cankova (in bulgaro Антоанела Цанкова?; Pernik, 19 febbraio 1964) è un'ex cestista bulgara.

## Carriera
Con la Bulgaria ha disputato i Campionati europei del 1989, vincendo la medaglia di bronzo.